# 根本 (松戸市)
根本（ねもと）は、千葉県松戸市の地名。郵便番号は271-0077。

## 地理
東日本旅客鉄道（JR東日本）常磐線・京成電鉄松戸線の松戸駅の北側に位置する。松戸市役所のある辺りは高台となっている。
北側から時計回りに竹ヶ花西町、竹ヶ花、小根本、松戸、樋野口、古ヶ崎と接している。
河川
- 坂川
- 新坂川

### 地名の由来
出典は不明だが、弘法大師が1本の木から薬師如来を刻んだ際、木の根本部分で作った像を安置した吉祥寺のある村が根本村になったという説がある。

## 世帯数と人口
2019年（令和元年）12月31日現在の世帯数と人口は以下の通りである。
| 大字 | 世帯数    | 人口    |
| ---- | --------- | ------- |
| 根本 | 3,415世帯 | 6,253人 |

## 小・中学校の学区
市立小・中学校に通う場合、学区は以下の通りとなる。
| 大字 | 番地                                          | 小学校               | 中学校             |
| ---- | --------------------------------------------- | -------------------- | ------------------ |
| 根本 | 1番地～11番地 45番地～86番地 475番地～482番地 | 松戸市立中部小学校   | 松戸市立第一中学校 |
| 根本 | 12番地～15番地 115番地～427番地               | 松戸市立北部小学校   | 松戸市立第一中学校 |
| 根本 | 446番地～474番地 519番地～524番地             | 松戸市立相模台小学校 | 松戸市立第一中学校 |

## 交通
域内を東日本旅客鉄道（JR東日本）常磐線・京成電鉄松戸線が通っているが駅はない。最寄り駅は両線の松戸駅。

### バス
- 京成バス千葉ウエスト松戸東営業所
  - 3系統:松戸駅東口 - 市役所入口 - 北松戸駅 - 県立松戸高校 - 総合医療センター
- 東武バスセントラル八潮営業所
  - 松03、04、05系統:松戸駅 - 根本 - 農協支所 - 各行先

### 道路

#### 主要地方道
- 千葉県道5号松戸野田線

#### 一般県道
- 千葉県道261号松戸柏線（旧水戸街道）

## 施設

### 行政
- 松戸市役所（松戸市議会）
- 松戸市教育委員会

### 金融機関
- 松戸根本郵便局
- 松戸東口郵便局
- 千葉興業銀行松戸支店
- 銚子商工信用組合松戸支店

### 教育
- 松戸市立北部小学校
- 学校法人いわはま学園 北部幼稚園

### 医療
- 東葛クリニック松戸
- 新東京クリニック

### 宿泊
- ビジネスホテルチェックイン
- 松戸シティホテル

### 公園
- 大道公園

### 宗教
- 金山神社
- 岩山稲荷
- 根本天満宮
- 吉祥寺
- 日行庵
- パーフェクト リバティー教団松戸教会

### 事業所
- 川光物産
- 啓徳社（出版取次）